# All You Want
All You Want – piąty i ostatni singel piosenkarki Dido z debiutanckiego albumu "No Angel".

## Listy utworów, formaty i wersje singla

### Limitowana edycja w Wielkiej Brytanii 3 CD
1. All You Want (Single version) – 4:03
2. All You Want (Divide & Rule Remix) – 7:17
3. All You Want (Live) – 4:13
4. Christmas Day – 4:03

### Wersja brytyjska
1. All You Want (Radio Edit) – 4:03
2. Christmas Day – 4:03

### UK 1-track  CD-R
1. All You Want (Divide & Rule Radio Edit) – 3:49

### Wersja włoska
1. All You Want (Radio Edit) – 3:53

## Pozycje na listach
| Lista (2001)     | Najwyższa pozycja |
| ---------------- | ----------------- |
| Rosja            | 8                 |
| UK Singles Chart | 22                |